# Forrest Griffin
Pour les articles homonymes, voir Griffin.
Forrest Griffin, né le 1er juillet 1979 à Colombus dans l'Ohio, est un pratiquant américain d'arts martiaux mixtes (MMA) aujourd'hui retiré de la compétition. Il a longtemps combattu dans la division des poids mi-lourds de l'Ultimate Fighting Championship. Il est aussi ceinture noire de jiu-jitsu brésilien.
Il gagne en avril 2005, la finale des poids mi-lourds de la première saison de la série The Ultimate Fighter contre Stephan Bonnar. Il remporte en 2008 le titre de cette division face à Quinton Jackson, mais le perd à son combat suivant face à Rashad Evans. Ses combats contre Stephan Bonnar et Quinton Jackson, ont été désignés combats de l'année par la Wrestling Observer Newsletter.
Après l'UFC 160, Dana White annonce la fin de sa carrière après 12 ans d'activité, et son entrée au sein du Temple de la renommée de l'UFC.

## Parcours en arts martiaux mixtes

### Ultimate Fighting Championship

#### Retraite et entrée au Temple de la renommée de l'UFC
Dana White, président de l'UFC, annonce la retraite de Forrest Griffin lors de la conférence de presse suivant l'événement UFC 160.
Des blessures chroniques sont notamment évoquées comme raisons de son départ de la compétition, mais il est assuré de conserver un rôle à jouer au sein de l'organisation.
Peu après l'annonce de sa retraite, Dana White révèle que Forrest Griffin et Stephan Bonnar seront intronisés ensemble au Temple de la renommée de l'organisation. Cet honneur vient en fait surtout récompenser le combat des deux hommes en finale de la saison originel de The Ultimate Fighter ayant, de l'aveu même de son président, propulsé l'organisation dans une autre dimension à un moment où la situation devenait critique.
Le 6 juillet 2013, les deux combattants intègrent officiellement le Temple de la renommée lors de l'UFC Fan Expo au Mandalay Bay Convention Center de Las Vegas,.

## Palmarès en arts martiaux mixtes
| Résultat | Record | Adversaire            | Méthode                               | Événement                    | Date              | Round | Temps | Lieu                                    | Notes                                                                                  |
| -------- | ------ | --------------------- | ------------------------------------- | ---------------------------- | ----------------- | ----- | ----- | --------------------------------------- | -------------------------------------------------------------------------------------- |
| Victoire | 19-7   | Tito Ortiz            | Décision unanime                      | UFC 148: Silva vs. Sonnen II | 7 juillet 2012    | 3     | 5:00  | Las Vegas, Nevada, États-Unis           | Combat de la soirée                                                                    |
| Défaite  | 18-7   | Maurício Rua          | TKO (coups de poing)                  | UFC 134: Silva vs. Okami     | 27 août 2011      | 1     | 1:53  | Rio de Janeiro, Brésil                  |                                                                                        |
| Victoire | 18-6   | Rich Franklin         | Décision unanime                      | UFC 126: Silva vs. Belfort   | 5 février 2011    | 3     | 5:00  | Las Vegas, Nevada, États-Unis           |                                                                                        |
| Victoire | 17-6   | Tito Ortiz            | Décision partagée                     | UFC 106: Ortiz vs Griffin 2  | 21 novembre 2009  | 3     | 5:00  | Las Vegas, Nevada, États-Unis           |                                                                                        |
| Défaite  | 16-6   | Anderson Silva        | KO (coup de poing)                    | UFC 101: Declaration         | 8 août 2009       | 1     | 3:23  | Philadelphie, Pennsylvanie, États-Unis  | Combat de la soirée                                                                    |
| Défaite  | 16-5   | Rashad Evans          | TKO (coups de poing)                  | UFC 92: The Ultimate 2008    | 27 décembre 2008  | 3     | 2:46  | Las Vegas, Nevada, États-Unis           | Perd le titre poids mi-lourds de l'UFC. Combat de la soirée                            |
| Victoire | 16-4   | Quinton Jackson       | Décision unanime                      | UFC 86: Jackson vs. Griffin  | 5 juillet 2008    | 5     | 5:00  | Las Vegas, Nevada, États-Unis           | Remporte le titre poids mi-lourds de l'UFC. Combat de la soirée Combat de l'année 2008 |
| Victoire | 15-4   | Maurício Rua          | Soumission (rear naked choke)         | UFC 76: Knockout             | 22 septembre 2007 | 3     | 4:45  | Anaheim, Californie, États-Unis         | Soumission de la soirée                                                                |
| Victoire | 14-4   | Hector Ramirez        | Décision unanime                      | UFC 72: Victory              | 16 juin 2007      | 3     | 5:00  | Belfast, Irlande du Nord                |                                                                                        |
| Défaite  | 13-4   | Keith Jardine         | TKO (coups de poing)                  | UFC 66: Liddell vs. Ortiz 2  | 30 décembre 2006  | 1     | 4:41  | Las Vegas, Nevada, États-Unis           |                                                                                        |
| Victoire | 13-3   | Stephan Bonnar        | Décision unanime                      | UFC 62: Liddell vs. Sobral   | 26 août 2006      | 3     | 5:00  | Las Vegas, Nevada, États-Unis           |                                                                                        |
| Défaite  | 12-3   | Tito Ortiz            | Décision partagée                     | UFC 59: Reality Check        | 15 avril 2006     | 3     | 5:00  | Anaheim, Californie, États-Unis         | Combat de la soirée Combat de l'année 2006                                             |
| Victoire | 12-2   | Elvis Sinosic         | TKO (coups de poing)                  | UFC 55: Fury                 | 7 octobre 2005    | 1     | 3:30  | Uncasville, Connecticut, États-Unis     |                                                                                        |
| Victoire | 11-2   | Bill Mahood           | Soumission (rear naked choke)         | UFC 53: Heavy Hitters        | 4 juin 2005       | 1     | 2:18  | Atlantic City, New Jersey, États-Unis   |                                                                                        |
| Victoire | 10-2   | Stephan Bonnar        | Décision unanime                      | The Ultimate Fighter 1       | 9 avril 2005      | 3     | 5:00  | Las Vegas, Nevada, États-Unis           | Remporte la 1re saison de The Ultimate Fighter. Combat de l'année 2005                 |
| Victoire | 9-2    | Edson Paredao         | KO                                    | Heat FC 2: Evolution         | 18 décembre 2003  | 1     | 1:04  | Natal, Brésil                           |                                                                                        |
| Défaite  | 8-2    | Jeremy Horn           | KO (coup de pied à la tête)           | IFC: Global Domination       | 6 septembre 2003  | 2     | 3:40  | Denver, Colorado, États-Unis            |                                                                                        |
| Victoire | 8-1    | Chael Sonnen          | Soumission (étranglement en triangle) | IFC: Global Domination       | 6 septembre 2003  | 1     | 2:25  | Denver, Colorado, États-Unis            |                                                                                        |
| Victoire | 7-1    | Ebenezer Fontes Braga | Soumission (coups de poing)           | Heat FC 1: Genesis           | 31 juillet 2003   | 1     | N/A   | Natal, Brésil                           |                                                                                        |
| Victoire | 6-1    | Steve Sayegh          | Soumission                            | KOTC 20: Crossroads          | 15 décembre 2002  | 1     | 1:45  | Bernalillo, Nouveau-Mexique, États-Unis |                                                                                        |
| Victoire | 5-1    | Travis Fulton         | TKO (arrêt du coin)                   | CC 1: Halloween Heat         | 26 octobre 2002   | 1     | 5:00  | Atlanta, Géorgie, États-Unis            |                                                                                        |
| Victoire | 4-1    | Jeff Monson           | Décision unanime                      | WEFC 1: Bring It On          | 29 juin 2002      | 4     | 4:00  | Marietta, Géorgie, États-Unis           |                                                                                        |
| Victoire | 3-1    | Kent Hensley          | Soumission                            | ISCF: Battle at the Brewery  | 12 avril 2002     | 1     | 2:26  | Atlanta, Géorgie, États-Unis            |                                                                                        |
| Victoire | 2-1    | Jason Braswell        | Décision partagée                     | RSF 7: Animal Instinct       | 26 janvier 2002   | 3     | 4:00  | Lakeland, Floride, États-Unis           |                                                                                        |
| Victoire | 1-1    | Wiehan Lesh           | Soumission (rear naked choke)         | Pride and Honor              | 24 novembre 2001  | 1     | N/A   | Afrique du Sud                          |                                                                                        |
| Défaite  | 0-1    | Dan Severn            | Décision unanime                      | RSF 5: New Blood Conflict    | 27 octobre 2001   | 3     | 4:00  | Augusta, Géorgie, États-Unis            |                                                                                        |